# Ceres (ort i Brasilien, Goiás, Ceres)
Ceres är en ort i Brasilien.   Den ligger i kommunen Ceres och delstaten Goiás, i den centrala delen av landet, 190 km väster om huvudstaden Brasília. Ceres ligger 586 meter över havet och antalet invånare är 18 759.
Terrängen runt Ceres är platt åt sydväst, men åt nordost är den kuperad. Ceres är det största samhället i trakten.
Omgivningarna runt Ceres är huvudsakligen savann. Runt Ceres är det ganska glesbefolkat, med 34 invånare per kvadratkilometer.